# Jošavka Donja
Jošavka Donja (cyr. Јошавка Доња) – wieś w Bośni i Hercegowinie, w Republice Serbskiej, w gminie Čelinac. W 2013 roku liczyła 746 mieszkańców.